# 公侃
公侃（こうかん）は、江戸時代の僧。池田輝澄の六男。母は生駒正俊の娘。権大僧都、実成院、法印。従兄弟の池田光仲が開基した乾向山 大雲院（現・鳥取市）の開山。
11歳のとき仏門に入り、比叡山に天台密教を極め、万治元年（1658年）、光仲が慶安3年（1650年）に勧進した東照宮の別当の大雲寺に入った。大山寺の学頭（座主）も兼務した。